# Chavei Cove
Die Chavei Cove (englisch; bulgarisch залив Чавеи saliw Tschawei) ist eine 2,2 km breite und 900 m lange Bucht an der Südostküste der Livingston-Insel im Archipel der Südlichen Shetlandinseln. Sie liegt östlich des Gela Point. In sie hinein mündet der seit Beginn des 21. Jahrhunderts auf dem Rückzug befindliche Prespa-Gletscher.
Bulgarische Wissenschaftler kartierten sie 2009. Die bulgarische Kommission für Antarktische Geographische Namen benannte sie 2009 nach der Ortschaft Tschawei im Norden Bulgariens.